# St. Charles (Kentucky)
St. Charles è un comune degli Stati Uniti d'America, situato nello Stato del Kentucky, nella contea di Hopkins.